# Gerardo de Leon

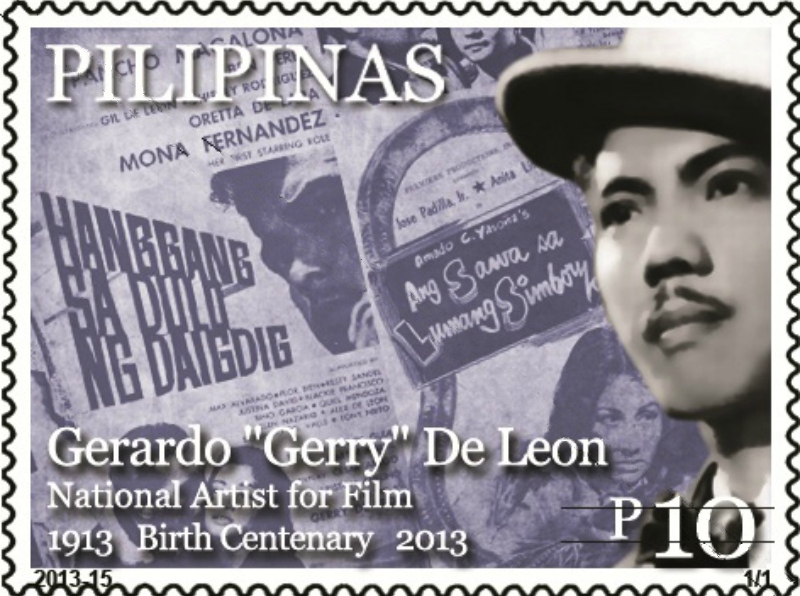
Gerardo de Leon

Gerardo "Gerry" de Leon (Manilla, 12 september 1913 – 25 juli 1981) was een Filipijns filmregisseur. De Leon is de meest onderscheiden filmregisseur uit de geschiedenis van de Filipino Academy of Movie Arts and Sciences en werd een jaar na zijn dood, in 1982, uitgeroepen tot nationaal kunstenaar van de Filipijnen.

## Biografie
Gerry de Leon werd geboren als Gerardo Ilagan op 12 september 1913 en groeide op in het district Sampaloc in Manilla. Zijn vader Hermogenes Ilagan was schrijver en producent van zarzuelas, een populaire vorm van opera in de Filipijnen aan het begin van de 20e eeuw. Met zijn bedrijf "Compania Ilagan" trok hij van plaats tot plaats om voorstellingen te geven op lokale festivals en feesten in de omgeving van Manilla. Gerry kwam hierdoor al van jongs af aan in aanraking met de Filipijnse amusementsindustrie. De in opkomst zijnde filmindustrie had echter meer Gerry's interesse. Hij bracht veel tijd door in twee kleine filmhuizen op Tuazon Street, bij hem in de buurt. Zijn eerste bijbaantje tijdens zijn middelbareschooltijd aan het oude Jose Rizal College in Quiapo was pianospelen in het Cine Moderno tijdens de daar getoonde Amerikaanse en Europese stomme films.
Na het voltooien van zijn middelbareschoolopleiding studeerde hij medicijnen aan de University of Santo Tomas. Na enige jaren fulltime studeren trok de filmindustrie opnieuw. Hij werd beroepsacteur en scenarioschrijver. Desondanks wist hij zijn studie succesvol af te ronden en slaagde hij bovendien voor het toelatingsexamen als dokter. Hij werkte enige tijd als arts, maar stopte daarmee, omdat hij naar eigen zeggen "te weinig afstand kon houden tot de patiënten".
In 1939 kreeg hij van producent Pilar Hidalgo Lim de kans om de film 'Ama't Anak' te regisseren. Hij speelde bovendien zelf als acteur mee in deze film, net als zijn broer Tito Arevalo. De film werd goed ontvangen en hij kreeg daarop al snel nieuwe opdrachten. Gerardo besloot al vroeg in zijn carrière als regisseur om de achternaam van zijn moeder te gebruiken als artiestennaam, vanwege mogelijke verwarring met de vele familieleden uit de Iligan-familie die in de theater- en filmindustrie werkten. Hij regisseerde filsm voor LVN, Sampaguita en RDR productions. Zijn grootste vooroorlogse succes was de film 'Ang Maestra'. De film, waarvan het scenario geschreven werd door Eddie Romero, met in de hoofdrollen Roselio de la Rosa en Rosa del Rosario werd een kaskraker. Een andere film uit deze periode was de historische film 'Diego Silang', over de 18e-eeuwse rebellenleider Diego Silang. Al deze films uit zijn vooroorlogse periode zijn verloren gegaan, door het kwetsbare materiaal dat gebruikt werd.
De bezetting van de Filipijnen door de Japanners in 1941 bracht de Filipijnse filmindustrie abrupt tot stilstand. De Leon ging daarop toneelstukken regisseren in het Life Theater en begon daarnaast weer te werken als arts. Niet lang voor het einde van de oorlog in de Filipijnen kreeg De Leon het verzoek van de Japanners om mee te werken aan een film. Samen met de Japanner Yutaka Abe regisseerde hij de propagandafilms, 'Tear Down the American Flag' en 'The Dawn of Freedom' (1944).
Na de oorlog kwam de Filipijnse filmindustrie weer op gang. Met De Leons carrière als regisseur ging het eveneens voorspoedig. Voor zijn films kreeg hij veel FAMAS Awards, de Filipijnse variant van de Oscar. Zo won hij tussen 1952 en 1971 zeven maal een FAMAS Award voor beste regisseur. Bovendien wonnen al deze films tevens de FAMAS Award voor beste film. Veel van zijn films uit de jaren 50 en 60 werden Filipijnse filmklassiekers. Voorbeelden daarvan zijn 'Sisa' (1951), 'Noli me tangere' (1961), 'El filibusterismo' (1962) en 'Ang daigdig ng mga api' (1965).

## Onderscheidingen
- 1951 - Maria Clara Award voor beste regisseur - Kamay ni Satanas
- 1952 - Maria Clara Award voor beste regisseur - Sisa
- 1953 - FAMAS Award voor beste regisseur - Ang bagong umaga
- 1954 - Golden Harvest Award voor beste regisseur, Asian Film Festival in Singapore - Ifugao
- 1957 - FAMAS Award voor beste scenario - Hating-gabi (gedeeld met Ding M. De Jesus)
- 1959 - FAMAS Award voor beste regisseur - Hanggang sa dulo ng daigdig
- 1961 - FAMAS Award voor beste regisseur - Huwag mo akong limutin
- 1962 - FAMAS Award voor beste regisseur - Noli me tángere
- 1963 - FAMAS Award voor beste regisseur - El filibusterismo
- 1963 - FAMAS Award voor beste scenario - El filibusterismo (gedeeld met Adrian Cristobal en Jose Flores Sibal)
- 1966 - FAMAS Award voor beste regisseur - Ang daigdig ng mga api
- 1970 - Republic Cultural Heritage Award
- 1972 - FAMAS Award voor beste regisseur - Lilet
- 1982 - Nationaal kunstenaar van de Filipijnen in de categorie Cinema

## Bron
- (en)  The National Artists of the Philippines, The Cultural Center of the Philippines, Anvil Publishing (1998)

- Biblioteca Nacional de España: XX1169926
- Bibliothèque nationale de France: cb14688115n (data)
- International Standard Name Identifier: 0000 0001 1944 6334
- Library of Congress Control Number: no99011327
- Virtual International Authority File: 49486550
- WorldCat: E39PBJdWMvh8wFxR7bP9tvw3cP